# Sheridan (Michigan)
Sheridan is een plaats (village) in de Amerikaanse staat Michigan, en valt bestuurlijk gezien onder Montcalm County.

## Demografie
Bij de volkstelling in 2000 werd het aantal inwoners vastgesteld op 705.
In 2006 is het aantal inwoners door het United States Census Bureau geschat op 711, een stijging van 6 (0.9%).

## Geografie
Volgens het United States Census Bureau beslaat de plaats een oppervlakte van
2,5 km², waarvan 2,4 km² land en 0,1 km² water. Sheridan ligt op ongeveer 259 m boven zeeniveau.

## Plaatsen in de nabije omgeving
De onderstaande figuur toont nabijgelegen plaatsen in een straal van 20 km rond Sheridan.